# Eucranaus fuscus
Eucranaus fuscus is een hooiwagen uit de familie Cranaidae.